# 劉氏少鱗鱖
劉氏少鱗鱖為輻鰭魚綱鱸形目鱸亞目真鱸科的一種，為溫帶淡水魚，分布於亞洲中國錢塘江流域，體長可達11.7公分，棲息在底中層水域，生活習性不明。